# ایستگاه متروی همرسمیت (خط‌های همرسمیت و سیتی و سیرکل)
ایستگاه متروی همرسمیت (انگلیسی: Hammersmith tube station) یکی از ایستگاه‌های خط همرسمیت و سیتی و خط سیرکل متروی لندن است.
این ایستگاه که در همرسمیت قرار دارد در سال ۱۸۶۴ میلادی تأسیس شده است.

## نگارخانه

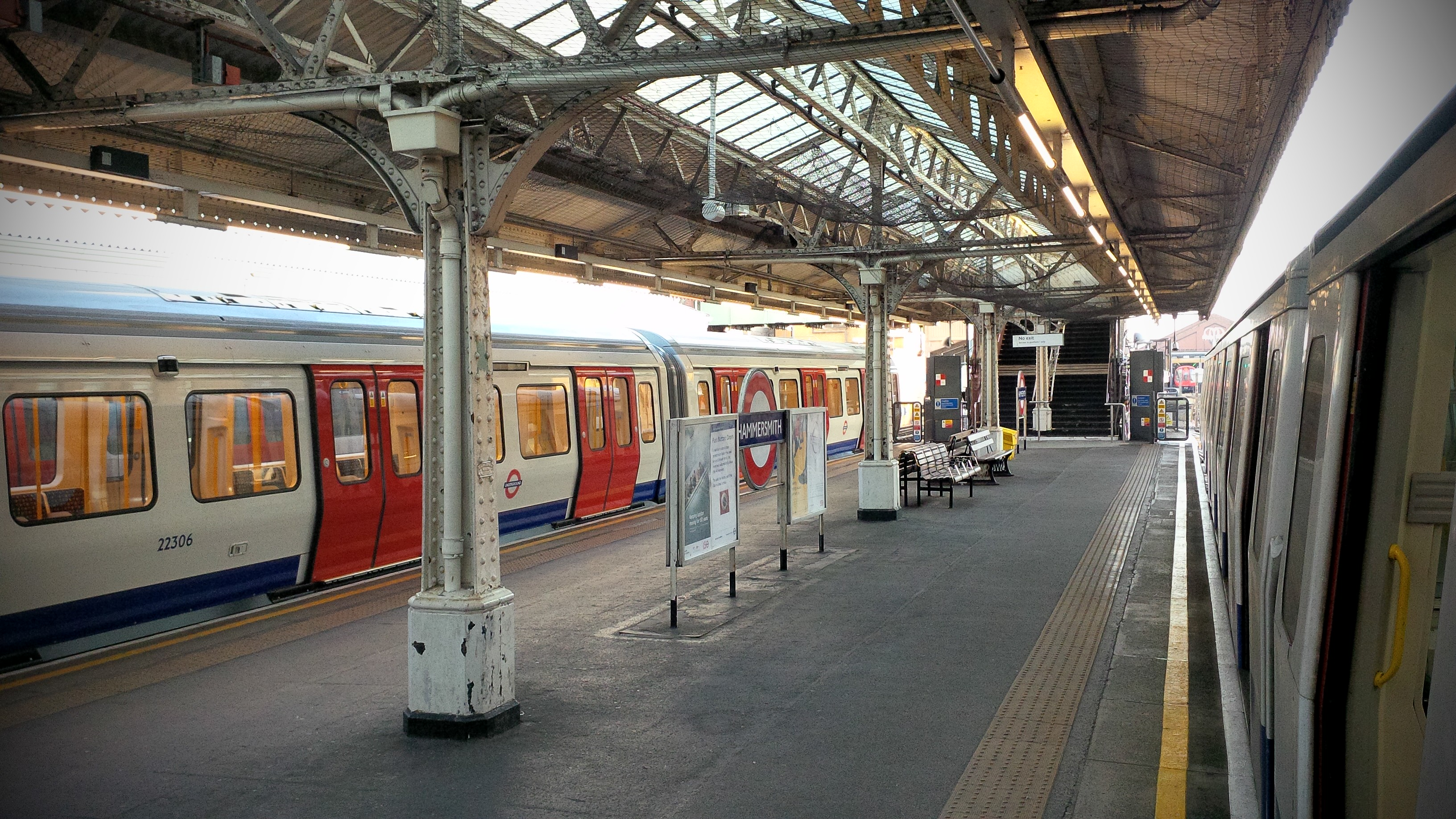
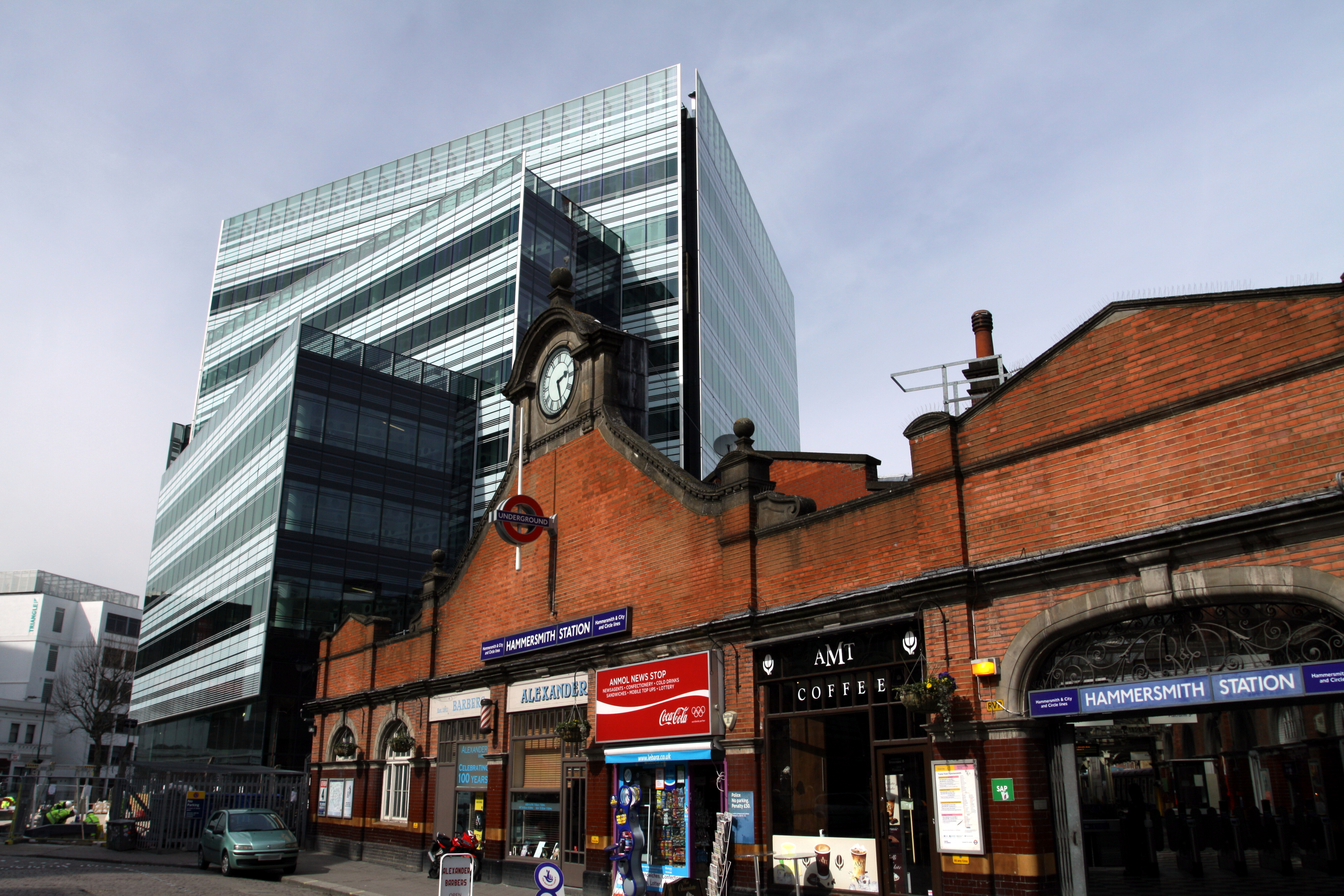